# Trošilo
Trošilo je uređaj u kojem se električna energija pretvara u druge oblike energije, na primjer u električnoj žarulji u svjetlost i toplinu, u elektromotoru u mehanički rad. U istosmjernom električnom strujnom krugu sva su trošila omska, a u izmjeničnom se strujnom krugu prema prevladavajućem električnom otporu trošila mogu podijeliti na omska (na primjer žarulje, grijalice, zasloni računala), induktivna (na primjer elektromotori, prigušnice) i, razmjerno malobrojna, kapacitivna (na primjer bljeskalice, energetski kondenzatori za popravak faktora snage).

## Električni otpor
Električni otpor (oznaka R) je fizikalna veličina koja opisuje utjecaj vrste tvari, duljine i debljine električnog vodiča ili električnog izolatora na tok električne struje. Električni otpor R vodiča kroz koji teče istosmjerna električna struja može se izračunati nakon mjerenja ampermetrom i voltmetrom s pomoću odnosa: 
{\displaystyle R={\frac {U}{I}}}
gdje je: U - električni napon, I - jakost električne struje, a dobije iz Ohmova zakona za istosmjernu struju. Mjerna jedinica električnoga otpora je om (Ω).
Omski otpor vodiča (žice) ovisi o presjeku, duljini i vrsti tvari od koje je vodič izrađen: 
{\displaystyle R=\rho \cdot {\frac {l}{S}}}
gdje je: ρ - elektična otpornost, l - duljina i S - ploština poprečnoga presjeka vodiča. Električni otpor ovisi i o vanjskim fizikalnim utjecajima, od kojih je, osobito za vodiče koji se najčešće upotrebljavaju u elektrotehnici, najvažniji utjecaj temperature.
Električni otpor suprotan je pojam od električne vodljivosti. Materijali s mnoštvom slobodnih elektrona pružaju mali otpor prolasku struje. Materijali s puno slobodnih elektrona dobro provode struju. To su u prvom redu metali, a posebno mali otpor imaju srebro i bakar. Od njih se izrađuju električni vodovi. Željezo ima oko 7 puta veći otpor od bakrenog vodiča istih dimenzija. Veliki specifični otpor karakterizira električne izolatore. Neki materijali pružaju umjereno veliki otpor prolasku struje, pa se zato koriste za namjerno zagrijavanje žice ili medija kojim prolaze ili za povećanje otpora strujnih krugova, odnosno od njih se izrađuju električni grijači i otpornici.

### Vrste električnog otpora kod izmjenične struje
U otpornicima gdje se električna energija pretvara u toplinu, pri izmjeničnoj struji, jednako kao i pri istosmjernoj struji, dolazi do sudara električnih naboja s česticama tvari vodiča. Električni otpor tih otpornika naziva se omski otpor ili djelatni otpor R.
U električnim zavojnicama i električnim kondenzatorima pri izmjeničnoj struji ne obavlja se koristan rad, pa se električni otpori, induktivni otpor RL i kapacitivni otpor RC, koji se pojavljuju u njima, nazivaju i jalovi otpori. Induktivni otpor računa se prema jednadžbi: 
{\displaystyle R_{L}=\omega \cdot L}
a kapacitivni otpor: 
{\displaystyle R_{C}={\frac {1}{\omega \cdot C}}}
gdje je: ω = 2 ∙ π ∙ f - kutna frekvencija, L - induktivnost električne zavojnice, C - električni kapacitet električnog kondenzatora, a f - frekvencija izmjenične struje. 
Ako se u serijskom spoju nalaze istovrsni jalovi otpori, njihov rezultantni otpor jednak je zbroju pojedinih otpora; ako su pak serijski vezani induktivni i kapacitivni otpor, rezultantni je otpor jednak njihovoj razlici: 
{\displaystyle R_{LC}=R_{L}-R_{C}}
No u kombinaciji omskih i jalovih otpora zbrajanje se mora izvesti geometrijski. Tako je rezultantni otpor ili električna impedancija serijskoga spoja:
{\displaystyle Z^{2}=R^{2}+(R_{L}-R_{C})^{2}}